# سیارک ۲۴۱۳۳
سیارک ۲۴۱۳۳ (به انگلیسی: 24133 Chunkaikao، نامگذاری:1999VW67) بیست و چهار هزار و صد و سی و سومین سیارک کشف شده‌است که در ۴ نوامبر ۱۹۹۹ کشف شد.
قدر مطلق سیارک برابر ۱۴.۸ است.